# 輝け!!“特別生放送”笑いは日本を救う!?
『輝け!!“特別生放送”笑いは日本を救う!?』（かがやけ とくべつなまほうそうわらいはにほんをすくう）は、1980年12月31日に日本テレビ系列局で大型特別番組として放送された演芸番組である。正式名称は『輝け!!“特別生放送”笑いは日本を救う!?裏番組みんなで見なけりゃこわくない・日本全国爆笑5時間ぶっ続け!!』（ - うらばんぐみみんなでみなけりゃこわくない・にほんぜんこくばくしょうごじかんぶっつづけ）。
本項では、1981年12月31日に同系列局で放送された『輝け!!“特別生放送”・'81マンザイオールスター 大晦日も笑っちゃえ!!』（ - はちじゅういちマンザイオールスター おおみそかもわらっちゃえ）についても記述する。

## 概要
それまで日本テレビが大晦日の『NHK紅白歌合戦』への対抗番組として製作していた特番と言えば、『コント55号の紅白歌合戦をぶっ飛ばせ!なんてことするの!?』や、前年（1979年）に開始した『欽ちゃんの仮装大賞』といったコント55号司会のものが多かったが、1980年には空前の漫才ブームが起きたのに因んで漫才系の特番を編成。それも18:30からの5時間にまで放送枠を拡大し、『紅白』はもとよりTBSの『輝く!日本レコード大賞』や東京12チャンネル（現・テレビ東京）の『年忘れにっぽんの歌』とも張り合うこととなった。
内容は漫才のほか、若手芸人たちが芸を披露する「'80フレッシュ漫才大賞」、ツービートの当時のネタである「標語」のパロディを一般から募集し、優秀作品を発表する「ツービートのブス撲滅大賞」、そして、かつて同系列局で放送されていた『コント55号の裏番組をぶっとばせ!』の「野球拳」をアレンジした「B&Bの漫才拳」（「むすんでひらいて」のリズムに乗ってじゃんけんをする）などのコーナーによって構成された。番組タイトルにある「笑いは日本を救う」というフレーズは、同系列局で放送されている夏の特別番組『24時間テレビ 「愛は地球を救う」』のもじりである。
翌年も行うこととなったが、今度は『紅白』の真裏に『木曜ゴールデンドラマ』（読売テレビ製作）の特別版『81喜劇スペシャル』を編成したため、枠は18:30 - 20:54に縮小された。
なお公開は、前々年の1978年に放送された大晦日特番『ピンク・レディー汗と涙の大晦日150分!!』と同じ新宿コマ劇場で行われた。

## 放送時間
いずれも日本標準時。
- 水曜 18:30 - 23:19 （『笑いは日本を救う』）
- 木曜 18:30 - 20:54 （『マンザイオールスター』）

### 通常番組の編成
- 80・81年とも、18:30の『ジャストニュース』、18:50の『各地のニュース』、18:55の『ヤン坊マー坊天気予報』は、全て30分繰上げ。
- 80年は、19:00の『鉄腕アトム（第2作）』、19:30の『逆転クイズ スーパービンゴ』、20:00の『水曜劇場 痛快!ピッカピカ社員』、21:00の『水曜ロードショー』は全て休止、21:54の『NNN海外スポット』、22:54の『NNNスポーツニュース』、23:00の『NNNきょうの出来事』は、それぞれ23:19・23:24・23:30へ繰下げた。なお20:54 - 21:00は番組を一旦中断し、『NNNニューススポット』を放送した。
- 81年は、19:00の『驚異の世界・ノンフィクションアワー』、19:30の『木曜スペシャル』はいずれも休止（当番組は『木スペ』番組とはされていない）。

## 司会
- 桂三枝（後の六代目桂文枝）
- 沢田亜矢子
- B&B - 『笑いは日本を救う』のみ。『マンザイオールスター』は漫才ゲストとして登場。

## 出演漫才師
- 京唄子・鳳啓助
- 横山やすし・西川きよし
- ツービート
- 島田紳助・松本竜介
- ザ・ぼんち
- 西川のりお・上方よしお
- レツゴー三匹
- コント・ラッキー7
- 橋達也と笑いの園
- おぼん・こぼん
- オール阪神・巨人
- ゆーとぴあ
- 春やすこ・けいこ
- 今いくよ・くるよ
- 太平サブロー・シロー
- 前田一球・写楽
- コント赤信号
- ギャグ・シンセサイザー
- 小柳トム（後のBro.TOM）
- ほか[誰?]

## 特別ゲスト
『笑いは日本を救う』のみ出演。2人で即席漫才を行った。
- 森光子
- 芦屋雁之助